# Tabac en Afrique
 (mars 2019).
Le marché du tabac en Afrique a été investi par les industriels dans les années 1980, alors que l'Occident devient moins rentable à la suite de campagnes anti-tabac. Dans les années 2000, le tabac est entré dans les moeurs de la vie quotidienne africaine, après des campagnes de marketing intensif. Dans les années 2010 apparaissent les maladies associées au tabac comme le cancer du poumon. Et, selon l'OMS, le nombre de fumeurs ne cesse d'augmenter.

## Contexte
Le pourcentage de personnes touchées par le tabagisme a diminué au niveau mondial à partir des années 1980. Mais comme la population mondiale a augmenté, le nombre de fumeurs a également augmenté, atteignant le milliard vers la fin des années 2010,. Le marché du tabac représente dans le monde environ 700 milliards de dollars de chiffre d'affaires annuel hors taxes à la fin des années 2010,. Alors que les taux de tabagisme diminuent dans les pays développés, la consommation de tabac explose dans les pays en voie de développement. Cela s'explique par l’utilisation de campagne marketing massives depuis les années 1980 : sponsoring d’événements sportifs, culturels, etc. mais aussi par l’augmentation des revenus et le prix peu élevé des cigarettes.

## Marché africain
L’Afrique est le foyer d’un marché potentiel très rentable. Les Africains de moins de 25 ans représentent un marché de 700 millions de personnes. En effet un grand nombre de pays d’Afrique ont vu le nombre de consommateurs de tabac exploser au cours des années 2010. Une hausse de 52 % de la consommation de tabac en Afrique subsaharienne est constatée entre 1980 et 2016 (de 164 à 250 milliards de cigarettes). Longtemps épargné par l’industrie du tabac, le tabac commence à rentrer dans les mœurs et la vie quotidienne africaines dans les années 2000, après des campagnes publicitaires intenses, via des soutiens d’événements sportifs, culturels ou politiques. Les industriels ont investi le marché africain dans les années 1980, alors que les pays occidentaux faisaient des campagnes anti-tabac et devenaient moins rentables. 
L'OMS estime qu’il existe 77 millions de fumeurs sur le continent africain en 2017, avec une prévision d’augmentations de 40 % d’ici 2025. Cette augmentation se basera principalement dans 17 sur 30 pays d’Afrique. Dans les prévisions mondiales, cette croissance de la demande sera la plus importante si les pays ne prennent pas plus de mesure.[réf. nécessaire]
Pays dont le risque de croissance du tabac est très élevé :
- Congo-Brazzaville : augmentation de 13,9 % de fumeurs dans la population à 47 %
- Cameroun : 13,9 % de fumeurs à 41,2 % de fumeurs dans la population

## Risques sanitaires
Dans les années 2020, l'OMS estime à  150 000 le nombre de décès annuel lié directement à la consommation de tabac dans la région africaine (pour 6 millions de décès dans le monde entier),,. Ce chiffre important et croissant engendre de nombreux couts. En effet le tabac engendre une augmentation des frais de soins de santé, perte de productivité due à la maladie et à la mort prématurée, pertes de devises et dégâts sur l’environnement. La consommation de cigarette en Afrique est très présente chez les jeunes. De nombreux consommateurs commencent à fumer dès l’âge de 15 ans ce qui augmente l’addiction et les risques médicales. De plus les cigarettes commercialisées en Afrique sont de qualité bien inférieure et sont bien plus nocives que les cigarettes européennes ou la législation est plus forte : « Un échantillon de la marque Winston, par exemple, comporte plus de 16,31 milligrammes de particules totales par cigarette, contre 10,5 pour des Winston Classic achetées à Lausanne. Pour la nicotine, la différence entre les cigarettes commercialisées au Maroc et en Suisse est particulièrement frappante : 1,28 milligramme par cigarette pour des Camel « Swiss made » vendues au Maroc, selon les résultats de l’IST, contre à peine 0,75 milligrammes pour des Camel Filters vendues en Suisse »,[source insuffisante].
La plupart des pays ne possèdent pas de sécurité sociale ou très peu développé. Les effets du tabac sont très importants et représentent de nombreux couts médicales (Cancers, maladies cardio-vasculaires, bronchites, etc.). On sait que dans le monde un cancer sur trois est du a la cigarette. Il existe peu de pays ou la technologie médicale permet de soigner les risques pathologiques du tabac dans les pays d’Afrique, tel que la chimiothérapie. Ainsi cela représente un réel risque pour la population qui ne peut tenter de se faire soigner car la technologie n’existe pas ou est à un prix trop onéreux. Ainsi le tabac est un risque pour la santé des populations.

## Risques écologiques
La culture du tabac entraine aussi de nombreux dégâts et crises écologiques. Dans la plupart des pays d’Afrique et pays en voie de développement le bois sert de combustible pour sécher les feuilles de tabac et construire des séchoirs à l’air nature.On estime que 200 000 hectares de forêts et de terrains boisés sont coupés chaque année à cause de la culture du tabac.
Dans la partie septentrionale de l’Afrique dans son ensemble, plus de 1 400 kilomètres carrés de terrains boisés indigènes disparaissent chaque année pour servir de combustible pour le séchage du tabac, ce qui correspond à 12 % de la déforestation annuelle totale dans la région, sans compter les autres utilisations du bois liées au tabac, telle la construction des séchoirs à l’air naturel (arbres adultes).[réf. souhaitée]